# Pauselijke Ecclesiastische Academie
De Pauselijke Ecclesiastische Academie (Latijn: Pontificia Ecclesiastica Academia), ook wel Pauselijke Academie voor Kerkelijke Diplomatie genoemd, is een van de opleidingsacademies van de Heilige Stoel. De academie is met name bedoeld als opleiding voor priesters die in dienst zijn getreden van het Staatssecretariaat van de Heilige Stoel, met de bedoeling hen voor te bereiden op diplomatieke of andere functies in dienst van de Heilige Stoel. De academie werd in 1701, als Pontificia Accademia dei Nobili Ecclesiastici, door paus Clemens XI opgericht en liet aanvankelijk, zoals de naam aangeeft, uitsluitend kandidaten toe die van adel waren. De Academie is gevestigd aan het Piazza della Minerva in Rome. Verschillende pausen waren alumnus van de Academie: paus Clemens XIII, paus Leo XII, paus Leo XIII, paus Benedictus XV en paus Paulus VI. 
President van de academie is sinds 25 januari 2023 aartsbisschop Salvatore Pennacchio.

## Lijst van presidenten van de Academie
| Periode    | Naam                                  |
| ---------- | ------------------------------------- |
| 1701–1704  | Matteo Gennaro Sibilia                |
| 1704–1720  | Francesco Giordanini, O.S.B.          |
| 1721–1728  | Pellegrino De Negri                   |
| 1729–1739  | Tommaso Giannini                      |
| 1739–1742  | Girolamo Formaliani                   |
| 1742–1744  | Angelo Granelli                       |
| 1744–1762  | Pier Matteo Onorati                   |
| 1763–1764  | Innocenzo Gorgoni                     |
| 1775–1798  | Paolo Antonio Paoli                   |
| 1802–1814  | Vincenzo Brenciaglia                  |
| 1814–1843  | Giovanni Giacomo Sinibaldi            |
| 1843–1847  | Giovanni Battista Rosani              |
| 1850–1873  | Giuseppe Cardoni                      |
| 1873–1875  | Venanzio Mobili                       |
| 1875–1878  | Odoardo Agnelli                       |
| 1878–1884  | Placido Maria Schiaffino, O.S.B.      |
| 1884–1885  | Domenico Ferrata                      |
| 1885–1886  | Luigi Sepiacci                        |
| 1888–1891  | Francesco Satolli                     |
| 1892–1894  | Augusto Guidi                         |
| 1895–1898  | Filippo Castracane degli Antelminelli |
| 1900–1903  | Rafael Merry del Val y Zulueta        |
| 1903–1912  | Francesco Sogaro                      |
| 1914–1941  | Giovanni Maria Zonghi                 |
| 1941–1959  | Paolo Savino                          |
| 1959–1962  | Giacomo Testa                         |
| 1962–1969  | Gino Paro                             |
| 1969–1970  | Salvatore Pappalardo                  |
| 1970–1975  | Felice Pirozzi                        |
| 1974–1975  | Domenico Enrici                       |
| 1975–1985  | Cesare Zacchi                         |
| 1985–1989  | Justin Francis Rigali                 |
| 1990–1993  | Karl-Josef Rauber                     |
| 1993–1998  | Gabriel Montalvo Higuera              |
| 1998–2000  | Georg Zur                             |
| 2000–2007  | Justo Mullor García                   |
| 2007-2013  | Beniamino Stella                      |
| 2013-2019  | Giampiero Gloder                      |
| 2019-2023  | Joseph Marino                         |
| 2023-heden | Salvatore Pennacchio                  |